# ITV
Ай-ти-ви́ (ITV, аббр. англ. Independent Television, Независимое телевидение) — одна из лидирующих телевизионных корпораций Великобритании.
Основана в 1955 году. Это было первое коммерческое ТВ в стране, финансируемое за счет рекламы. Это был самый популярный коммерческий канал на протяжении большей части своего существования. С 1990 года ITV был хорошо узнаваем как 3-й канал.

## Организация
Истоки ITV лежат в принятии Закона о телевидении 1954 года, призванного разрушить монополию на телевидение, удерживаемую BBC Television Service. Закон создал Независимое управление по телевидению (ITA, затем IBA после Закона о звуковом вещании) для жесткого регулирования отрасли и выдачи франшиз. Первые шесть франшиз были выданы в 1954 году для Лондона, Мидлендса и Северной Англии, с отдельными франшизами для будних дней и выходных. Первой запущенной службой ITV была лондонская Associated-Rediffusion 22 сентября 1955 года, а службы Мидлендса и Севера были запущены в феврале и мае 1956 г. После этих запусков ITA выдавала больше франшиз, пока вся страна не была покрыта четырнадцатью региональными станциями, все из которых были запущены к 1962 году.
Сеть несколько раз модифицировалась в ходе пересмотров франшиз, которые проводились в 1963, 1967, 1974, 1980 и 1991, в ходе которых менялись регионы вещания и заменялись операторы услуг. В 1963 г. оператор услуг WWN стал банкротом, а все остальные операторы покинули сеть в результате пересмотра франшиз. Отдельные франшизы выходного дня были отменены в 1968 году (за исключением Лондона) и с течением лет было добавлено больше услуг; они включали работающую с 6:00 до 9:25 утра национальную утреннюю франшизу с 1983 года и службу телетекста. Закон о вещании 1990 года изменил природу ITV; тогдашний регулятор IBA был заменен на более мягкого регулятора ITC; компании получили возможность приобретать другие региональные компании ITV и франшизы теперь присуждались на основе аукциона с самой высокой ставкой, с небольшим количеством гарантий. Эта подвергнутая резкой критике часть реформы привела к замене четырех операторов, которые теперь были вынуждены уплачивать в казну ряд ежегодных платежей: например, Central Independent Television заплатила всего 2 тыс. ф. с. за вещание в прибыльном и большомм регионе из-за отсутствия конкуренции, в то время как Yorkshire Television заплатила 37,7 млн. ф. с. за регион того же размера и статуса из-за жёсткой конкуренции.
После изменений 1993 года ITV как сеть начала консолидироваться с несколькими компаниями, сделав это, чтобы сэкономить деньги, прекратив дублирование услуг, существовавших, когда все они были отдельными компаниями. К 2004 году сеть ITV принадлежала пяти компаниям, из которых Carlton и Granada владели всеми франшизами в Англии, Уэльсе, на границах с Шотландией и на острове Мэн. В том же году они объединились, образовав ITV plc с единственными последующими приобретениями, такими как поглощение в 2011 г. франшизы на Нормандских островах Channel Television; и в 2015 г. - франшизы в Северной Ирландии UTV.
С момента основания ITV представляла собой телесеть, разделённую по географическому принципу. Согласно Акту о телевидении 1954 года, компанией управлял регулирующий орган ITA (Independent Television Authority — Администрация независимого телевидения), позже реорганизованный в IBA (в 1972 году), ITC (в 1991-м) и Ofcom (в 2004-м).
Регулятор проводил конкурсы на получение «франшизы» — лицензии на право вещания на третьем канале в конкретном регионе и трансляцию своих программ в общенациональном эфире. Первые франшизы были разыграны с 1954 по 1958 годы. Повторные лицензирования проходили в 1963, 1967, 1974 и 1980 годах.
К 1991 году в сеть входило 15 регионов, покрывавших всю территорию Великобритании и Нормандские острова в проливе Ла-Манш. В рамках ITV действовало 18 франшиз, включая две лицензии на право вещания в Лондоне по будням и по выходным и две общенациональных лицензии — на утреннее вещание с 6:00 до 9:25 и службу телетекста.
В 1990 году был принят Акт о вещании, который ослабил регулирование коммерческого ТВ и радио — в частности, заменил конкурсы-лицензирования аукционом и разрешил слияния компаний-владельцев лицензий. Чтобы не допустить на торги слабые заявки, регулятор ITC ввёл дополнительные требования к участникам — предоставить качественное программное предложение и бизнес-план. Первый и последний аукцион-лицензирование прошёл в 1991 году.
После 1993 года компании-владельцы лицензий ITV начали объединяться, чтобы сокращать расходы. Это сильно изменило структуру собственности сети: к 1999 году большинство франшиз принадлежали четырём компаниям — Carlton Television, Granada Television, United News and Media и Scottish Media Group.
На фоне консолидации сети дизайн и межпрограммное оформление партнёров ITV стандартизировалось. В 1989 году был введён кобрендинг под единым логотипом, который использовался в 9 регионах. В 1999 году Carlton объединил три своих региона под единым брендом. В 2002 году Carlton и Granada ввели в своих регионах единое оформление канала ITV1.
В январе 2004 года Carlton Television и Granada Television объединились в публичную компанию ITV plc. Сейчас ей принадлежат 13 лицензий из 15 на всей территории Великобритании, кроме Шотландии — лицензиями там владеет STV Group, вещающая под брендом STV.
Совместно с 4-м общенациональным и 4-м валлийским каналами ITV образует сеть UKIB (United Kingdom Independent Broadcasting).

## Программы

### Новостные
- ITV News
- ITV Lunchtime News
- ITV Evening News
- ITV Nightly News
- ITV Weekend News
- ITV Business Daily

### Реалити-шоу
«Style Queen», «Jean-Claude Van Damme: Behind Closed Doors» (рус. «Жан-Клод Ван Дамм: За закрытыми дверями»), The Xtra Factor (тесты для X Factor)

### Развлекательные
- «Who Wants To Be A Millionaire» (1998—2014, 2018)
- «The X Factor» (2004-н.в.)
- «The Cube» (2009—2015)
- «Red or Black?»
- «The Chase»

### Спорт
Транслирует: чемпионаты мира и Европы по футболу, матчи сборной Англии по футболу, Лиги чемпионов и Лиги Европы УЕФА, Кубок мира по регби.
Также соревнования по велоспорту, дартсу, снукеру, гонки Формула Е, British Toring Car Championship.

### «Daytime»
Впервые утренние передачи или «телевидение за завтраком» появились на ITV 1 февраля 1983 года. Первоначально их производила независимая телекомпания — TV-am, а затем GMTV — до тех пор, пока ITV не выкупил GMTV Limited в ноябре 2009 года.
По будням с 6:00 до 9:00 выходит шоу — «Good Morning Britain», содержащее последние новости (в том числе спортивные) и сводки погоды, после него, с 9:00 до 10:00 программа «Лоррейн», фокусирующаяся на интервью со знаменитостями, рецептах и новостях моды и шоу-бизнеса. Далее, с 10:00 до 12:30 «This Morning», ежедневно его смотрит примерно 1 миллион человек, и с 12:30 до 13:30 в прямом эфире идёт ток-шоу «Loose Woman».
По выходным в утреннее время ITV транслирует детские программы производства телеканала CITV.